# Y-Destiny
Y-Destiny es una serie tailandesa de temática LGBT. La serie fue estrenada en 2021.

## Sinopsis
Y-Destiny es la historia de 7 mejores amigos: Sun, Mon, Tue, Puth, Thurs, Masuk y Sat, cada uno de los cuales tiene personalidades diferentes según sus cumpleaños y el destino los lleva a encontrarse con sus seres queridos.

## Reparto
- Suppacheep Chanapai como Tue
- Kornnarat Ongsaranont como Mon
- Peerawich Ploynumpol como Thurns
- Saran Rujeerattanavorapan como Sun
- Talay Sanguandikul como Masuk
- Nakhun Screaigh como Tir
- Takizawa Toru como Puth
- Natasitt Uareksit como Nuea[1]